# Jarosław Kozyk
Jarosław Wasylowycz Kozyk, ukr. Ярослав Васильович Козик (ur. 3 listopada 1980, Ukraińska SRR, zamieszk. w Mukaczewo, w obwodzie zakarpackim) – ukraiński sędzia piłkarski FIFA, sędziuje mecze Premier-lihi.

## Kariera sędziowska
W 1998 rozpoczął karierę sędziowską w meczach lokalnych rozgrywek piłkarskich. Od 2001 sędziował mecze Amatorskich Mistrzostw Ukrainy, od 2004 w Drugiej Lidze, od 2008 w Pierwszej Lidze, a od 2010 w Wyższej Lidze Ukrainy. Sędzia FIFA od 2013 roku. Jest na liście sędziów grupy III kategorii FIFA